# Baskup - Tony Parker
Baskup - Tony Parker est une série télévisée d'animation française en 52 épisodes de 22 minutes diffusée depuis le 21 septembre 2011 sur M6 puis dès le 25 janvier 2012 sur Disney XD. Elle est depuis rediffusée la nuit sur Gulli.

## Synopsis
Les High five (5) sont une équipe de cinq jeunes amis basketteurs français, Rudy, Mia, Stella, Léo et Mike. Repérés par le champion Tony Parker, celui-ci décide de les prendre sous son aile afin de participer à la Baskup, le plus grand tournoi de basket et de faire le tour des États-Unis.
Au cours de cette compétition, ils rencontreront de féroces adversaires : les Reptiles prêts à tous les coups bas ; les Cowboyz, champions en titre ; les Voodoos qui utilisent la magie et la Geek Squad qui utilisent la technologie, les Magiciens qui utilisent l’hypnotisme, les Mayas qui croient encore aux anciens dieux mayas, la Venice Band qui font leurs crâneurs , les Luchadores originaires du Mexique et anciens catcheurs de Lucha libre et tant d'autres équipes de basket.

## Personnages
- Tony Parker : Tony Parker, meneur des Spurs de San Antonio, est l'entraîneur des High 5 durant la compétition.
- Rudy Seneca-Belazi : Rudy est le capitaine de l'équipe de High 5, meneur, et un virtuose de la balle orange. Il devra apprendre à jouer collectif pour gagner en équipe.
- Mia Rodriguez : Mia est une athlète accomplie et créative avec un style qui lui est propre. Elle est passionnée par Hollywood, les people, la mode et le hip-hop. Elle craque également pour les garçons beaux et mignons.
- Mike Nguyen : Mike est un très grand joueur, fort et endurant. En dehors du terrain, il est timide et maladroit.
- Stella Juglemann : Stella est la grande sœur de Léo et l'intello de l'équipe. Elle devra apprendre à gérer les facteurs imprévus qui faussent ses statistiques, elle est très intelligente.

- Léo Juglemann : Léo est un joueur comique et très rapide. Blagueur et hyperactif, il est le meilleur ami de Mike et le petit frère de Stella. Mais il est aussi très crédule et croit à tout ce qui touche à la magie et au paranormal, ce qui a tendance à agacer sa sœur.

## Voix françaises
- Martial Le Minoux : Tony Parker
- Alexandre Nguyen : Rudy Seneca-Belazi
- Manon Azem : Mia Rodriguez
- Marie Nonnenmacher : Léo Juglemann
- Pascale Chemin : Doc / Jay / Ludmilla / Toad & Frog
- Jennifer Fauveau : Stella Juglemann
- Gilbert Lévy : Mike Nguyen / Slim Duffy
- Dimitri Rougeul : Mamba
- Franck Sportis

Doublage
- Direction artistique : Gilbert Lévy
- Société de doublage : Talk Over

 Source et légende : version française (VF) sur RS Doublage

## Épisodes

### Saison 1 (2011-2012)
1. Départ pour la grande aventure
2. Le piège de Venice
3. Les jumeaux samedi
4. Les baskets de Darwin
5. La surprise d'Orlando
6. Les vampire de Sunset
7. Pok Ta Pok
8. Si tu le construis…
9. Graines de championne
10. Basket à Ok Corral
11. Coup de froid au Texas
12. Le rêve de Jay
13. Le van a disparu
14. Les incorruptibles
15. Bad Panda
16. La forêt sacrée
17. Léo le maudit
18. L'arme secrète des geeks
19. Capitaine Stella
20. Le retour des Cowboyz
21. Cas de conscience
22. Maudit ballon
23. Stars locales
24. OK coach
25. Toujours au top 1re partie
26. Toujours au top 2e partie

### Saison 2 (2013-2014)
1. Avis de tempête
2. Basket en orbite
3. Coup de tonnerre à Bollywood
4. Moteur… Action !
5. Le masque a disparu
6. La Remplaçante
7. Le Mystère de la pyramide
8. Girl Power
9. Cinq pandas à New York
10. Kung-fu basket
11. Pas de cadeau pour les High 5
12. Amis ou ennemis
13. La Momie
14. Retour des Kosmos
15. Le Match des Stars
16. Bêtes de scène
17. Tony démissionne
18. Charité bien ordonnée
19. Présumé coupable
20. Qui est qui ?
21. La Prophétie
22. Les Naufragés
23. Les Mirages de Dubaï
24. Big Mo
25. Trou de mémoire 1re partie
26. Trou de mémoire 2e partie

## Production
Tony Parker donne son nom à la série d'animation. Il explique lors d'une rencontre, qu'il souhaitait faire quelque chose pour les enfants et que l'important pour lui c'est la morale. De chaque épisode sont ainsi tirées des leçons de morale. Devant à l'origine peu participer à la série, il s'investit progressivement, relisant certains scripts et donnant des idées. C'est le cas du handibasket qui est fait mention à de nombreuses reprises dans la série. Cette dernière a été beaucoup comparée à Kangoo, Parker confirme la ressemblance en ce qu'il s'agit des rebonds et avec le design de "son" personnage.
À la suite de la réussite de la série, une deuxième saison est commandée et diffusée à partir de 2014,. On y voit notamment l'apparition des basketteurs Boris Diaw et Ronny Turiaf dans leurs propres rôles durant 2 épisodes.